# Troița lui Ioan Buteanu
Troița lui Ioan Buteanu este un monument istoric aflat în Gurahonț. Este situat lângă locul unde la 23 mai 1849 a fost spânzurat Ioan Buteanu împreună cu preotul din Iosaș și primarii din Iosaș si Iosășel.

## Istoric și descriere
Inițiativa ridicării monumentului au avut-o profesorii de la Liceul „Avram Iancu” din Brad, la sugestia directorilor Ioan Radu și Candin Ciocan. La 1 noiembrie 1932 s-a hotărât realizarea a 10 troițe pentru comemorarea în 1934 a 150 de ani de la Răscoala lui Horea, Cloșca și Crișan, troițe care să marcheze locuri cu importanță istorică din Țara Moților. În acest scop s-a făcut o colectă publică, în care profesorii liceului au donat fiecare câte 500 lei, iar de la societatea Mica muncitorii au contribuit cu 71 779 lei, funcționarii cu 69 966 lei și direcțiunea cu 50 000 lei. Troițele au fost amplasate la Iosășel, Hălmagiu, Ribița, Mesteacăn, Brad, Vălișoara, Curechiu, Crișcior, Mihăileni și Buceș. Hotărârea de a plasa una din troițe la Iosășel a fost luată deoarece prin strămutarea în 1924 a osemintelor și crucii mormântului lui Buteanu la Țebea, în Panteonul Moților, la Gurahonț și Iosășel nu mai rămăsese nicio urmă a lui Buteanu.

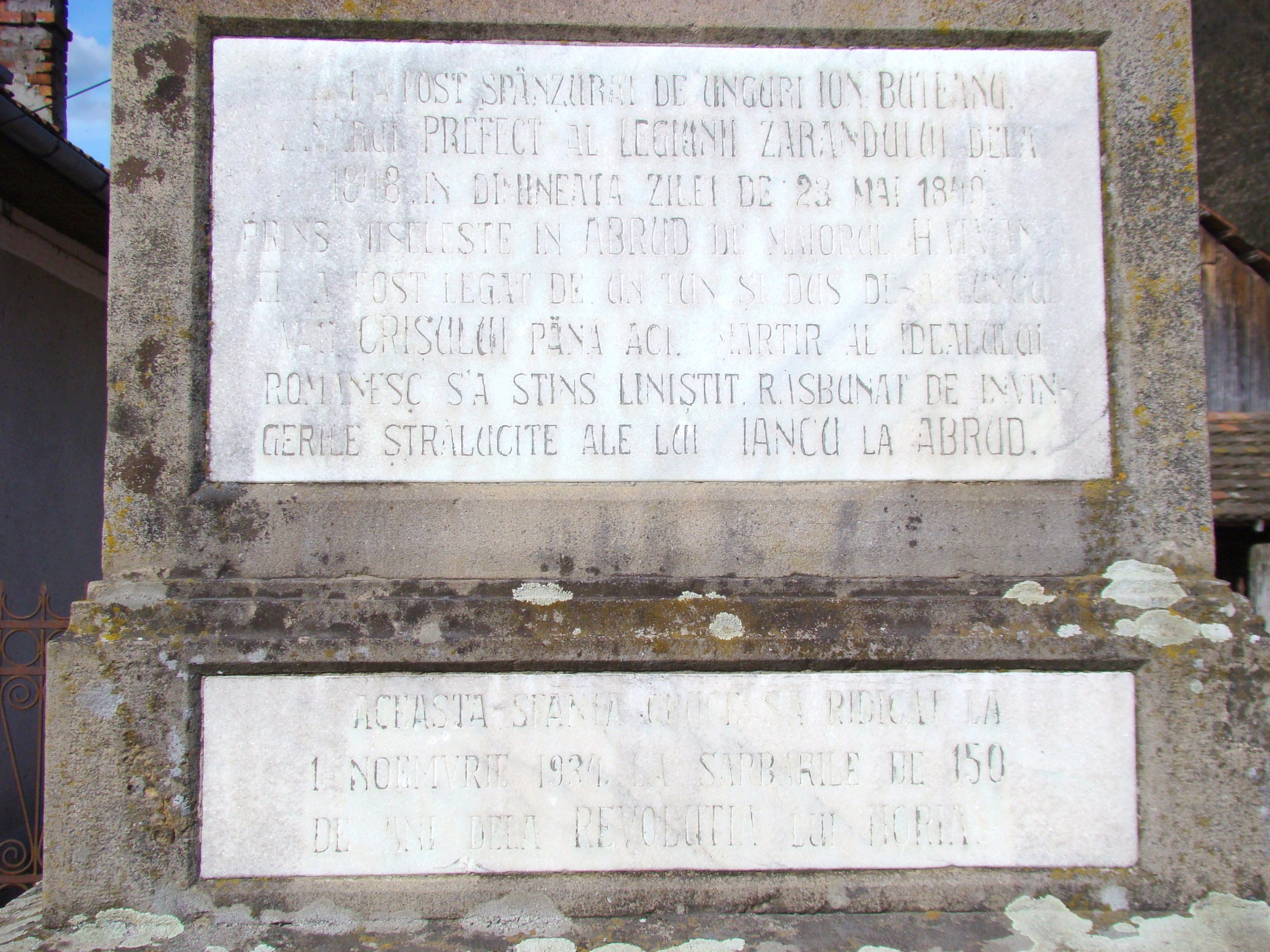
Inscripție pe fața troiței

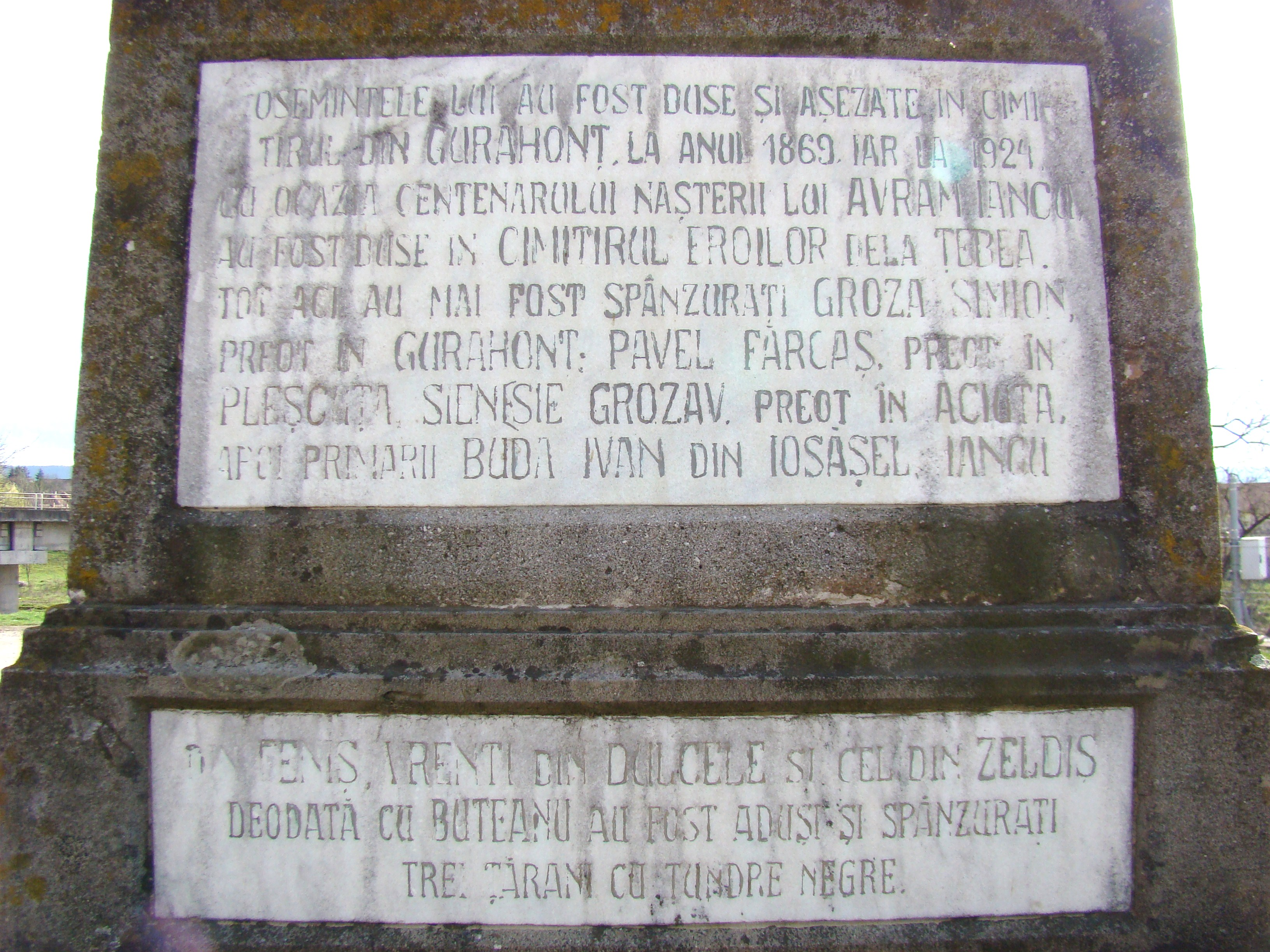
Inscripție pe spatele troiței

Troițele, executate la Școala de Arte și Meserii de la Zlatna, au fost cioplite din gresie, având plăci de marmură pe care să fie înscris textul corespunzător evenimentului istoric local. Pe troița de la Iosășel inscripțiile sunt:
- Pe plăcile din fața monumentului: „AICI A FOST SPÂNZURAT DE UNGURI, IOAN BUTEANU, TÂNĂRUL PREFECT AL LEGIUNII ZARANDULUI, DELA 1848, ÎN DIMINEAȚA ZILEI DE 23 MAI 1849. PRINS MIȘELEȘTE ÎN ABRUD DE MAIORUL HATVANYI, EL A FOST LEGAT DE UN TUN ȘI DUS DE-A LUNGUL VĂII CRIȘULUI PÂNĂ AICI. MARTIR AL IDEALULUI ROMÂNESC, S'A STINS LINIȘTIT, RÂZBUNAT DE ÎNVINGERILE STRĂLUCITE ALE LUI IANCU LA ABRUD.” și „ACEASTĂ SFÂNTĂ CRUCE S'A RIDICAT LA 1 NOEMBRIE 1934, LA SĂRBĂRILE DE 150 DE ANI DELA REVOLUTIA LUI HORIA”
- Pe plăcile din spatele monumentului: „OSEMINTELE LUI AU FOST DUSE ȘI AȘEZATE ÎN CIMITIRUL DELA GURAHONȚ, LA ANUL 1869, IAR LA 1924, CU OCAZIA CENTENARULUI NAȘTERII LUI AVRAM IANCU AU FOST DUSE ÎN CIMITIRUL EROILOR DELA ȚEBEA. TOT AICI AU MAI FOST SPÂNZURAȚI GROZA SIMION, PREOT ÎN GURAHONȚ, PAVEL FĂRCAȘ, PREOT ÎN PLEȘCUȚA, SICNESIE GROZAV, PREOT ÎN ACIUTA. APOI PRIMARUL BUDA IOAN DIN IOSĂȘEL, IANCU” cu continuarea pe placa de dedesubt „DIN FENIS, VRENTI DIN DULCELE SI CEL DIN ZELDIS. DEODATA CU BUTEANU AU FOST ADUȘI ȘI SPÂNZURAȚI TREI ȚĂRANI CU ȚUNDRE NEGRE.”

Deși execuția a avut loc în dreptul podului ce traversa Crișul Alb pe malul stâng al râului, s-a hotărât amplasarea monumentului pe malul drept, care este mai înalt, în dreptul capului vechiului pod. Pentru a proteja monumentul de viiturile râului, acesta a fost plasat pe un fundament masiv de beton. Deși, conform inscripției, monumentul trebuia inaugurat la 1 noiembrie, el a putut fi inaugurat doar la 25 noiembrie 1934.